# Eric Sturgess
Eric William Sturgess, född 10 maj 1920 i Johannesburg, Sydafrika, död 14 januari 2004, var en sydafrikansk högerhänt tennisspelare. Eric Sturgess var en av Sydafrikas främsta manliga tennisspelare genom tiderna. Han var internationellt särskilt framgångsrik i dubbel och mixed dubbel, där han perioden 1947-52 nådde 13 finaler i Grand Slam (GS)-turneringar, av vilka han vann sex. Han spelade också tre singelfinaler i GS- turneringar, men lyckades inte vinna någon titel. Sturgess var en relativt småväxt idrottsman som förlitade sig på sin enastående förmåga att placera bollarna snarare än på kraftfulla grundslag. Han var känd för sin koncentrationsförmåga och vilja att segra.

## Tenniskarriären
Som singelspelare blev han 11 gånger sydafrikansk mästare (1939-40, 1946, 1948-54 och 1957). Han var också sydafrikansk mästare i dubbel (åtta gånger) och i mixed dubbel (sex gånger). Han vann svenska internationella grusturneringen i Båstad tre gånger (1948-50) och tyska internationella mästerskapen i Hamburg (1952). Sturgess nådde singelfinal i Franska mästerskapen 1947 (ungraren József Asbóth vann 8-6, 7-5, 6-4) och 1951 (tjecken Jaroslav Drobny vann 6-3, 6-3, 6-3). Han spelade också singelfinal i Amerikanska mästerskapen 1948, men förlorade mot Pancho Gonzales som vann med 6-2, 6-3, 14-12.
Sin enda dubbeltitel i en GS-turnering vann Sturgess 1947 i Franska mästerskapen tillsammans med E. Fannin (finalseger över Tom Brown/O. Sidwell, 6-4, 4-6, 6-4, 6-3). Sina mixed dubbeltitlar vann han tillsammans med Sheila Summers (båda titlarna i Franska mästerskapen och i Wimbledonmästerskapen 1949) och med Louise Brough (Amerikanska mästerskapen 1949 och Wimbledonmästerskapen 1950). Anmärkningsvärd är mixed dubbel-finalen i Franska mästerskapen 1947 där Sturgess/Summers besegrade finalmotståndarparet Jadwiga Jedrzejowska/Christian Caralulis med 6-0, 6-0. 
Eric Sturgess deltog i det sydafrikanska Davis Cup-laget 1947, 1949 och 1951. Han spelade totalt 18 matcher av vilka han vann 13.

## Grand Slam-titlar
- Franska mästerskapen
  - Dubbel - 1947
  - Mixed dubbel - 1947, 1949
- Wimbledonmästerskapen
  - Mixed dubbel - 1949, 1950
- Amerikanska mästerskapen
  - Mixed dubbel - 1949